# Ceradenia mayoris
Ceradenia mayoris är en stensöteväxtart som först beskrevs av Eduard Rosenstock, och fick sitt nu gällande namn av Luther Earl Bishop. Ceradenia mayoris ingår i släktet Ceradenia och familjen Polypodiaceae. Inga underarter finns listade.